# فرانسوا سیمون
فرانسوا سیمون (فرانسوی: François Simon‎؛ زادهٔ ۲۸ اکتبر ۱۹۶۸) دوچرخه‌سوار اهل فرانسه است.
از باشگاه‌هایی که در آن رکاب زده‌است می‌توان به تیم دوچرخه‌سواری کاستوراما اشاره کرد.